# لعل گنج
لعل گنج یک روستا در ایران است که در دهستان لاهرود واقع شده‌است. لعل گنج ۱۶۴ نفر جمعیت دارد.